# Mamut llanut
El mamut llanut (Mammuthus primigenius) fou una espècie de mamut, el nom comú que reben els elefàntids extints del gènere Mammuthus. El mamut llanut visqué durant el Plistocè i fou una de les últimes espècies d'una línia de mamuts que començà amb el Mammuthus subplanifrons en el Pliocè inferior. El mamut llanut divergí del mamut de les estepes fa uns 400.000 anys a l'est asiàtic. El seu parent viu més proper és l'elefant asiàtic. L'aparença i comportament d'aquest animal són ben coneguts gràcies als espècimens congelats descoberts a Sibèria i Alaska, així com les troballes d'esquelets, dents, continguts estomacals, femta i pintures rupestres que els representen. Les restes de mamut ja es coneixien a Àsia molt abans que no ho fessin els europeus al segle xvii, allà on l'origen d'aquestes era motiu de debat i sovint s'atribuïen a criatures llegendàries. Georges Cuvier fou el primer a identificar el mamut com una espècie extinta d'elefant, l'any 1796.
El mamut llanut era aproximadament de la mateixa mida que els elefants africans moderns. Els mascles assolien entre 2,7 i 3,4 metres d'alçada d'espatlles i pesaven fins a 6 tones; les femelles, entre uns 2,6 i 2,9 metres d'alçada i 4 tones de pes. Un mamut nounat pesava uns 90 kg. El mamut llanut estava ben adaptat al clima fred de l'última edat de gel. Estava recobert de pell, amb una coberta exterior de pèl protector llarg i una capa interior de pèl més curt. El color del pelatge variava entre clar i obscur. Les orelles i la coa eren curtes a fi de minimitzar la congelació i la pèrdua de calor. Tenia dos ullals llargs i corbats i quatre queixals, que es renovaven fins a sis vegades al llarg de la vida d'un individu. El seu comportament era similar al dels elefants moderns i emprava els seus ullals i trompa per manipular objectes, lluitar i buscar aliment. La dieta d'un mamut llanut consistia principalment en herba i ciperàcies. Probablement podien arribar als 60 anys. El seu hàbitat era la tundra, que s'estenia al llarg del nord d'Euràsia i Nord-amèrica.
El mamut llanut coexistí amb els primers humans, que empraven els seus ossos i ullals per fer art, eines i habitatges i als quals caçaven per menjar. Desaparegué de la seva extensió cap a finals del Plistocè fa 10.000 anys, segurament degut al canvi climàtic i consegüent pèrdua del seu hàbitat, a la caça humana, o pels dos motius alhora. En sobrevisqueren poblacions aïllades a l'illa de Sant Pau fins fa 6.400 anys i a l'illa de Wrangel fins fa 4.000 anys. Després de la seva extinció, els humans continuaren emprant el seu ivori com a matèria primera, una tradició que encara continua. S'ha proposat que l'espècie podria ser recreada a través de la clonació, però aquest mètode continua sent inviable degut a l'estat de degradació del material genètic que es conserva.

## Fisiologia
Els mamuts llanuts eren d'una mida semblant al de l'actual elefant asiàtic. Els mascles podien arribar a mesurar 3 metres a la creu i les femelles 2,7 a la creu. Els mamuts adults pesaven entre 6 i 7 tones i havien de menjar uns 180 quilograms diaris.
Els mamuts tenien orelles molt petites per evitar perdre calor, ja que vivien en un ambient frígid. La seva capa de pèl servia per protegir-se de les baixes temperatures de l'hivern.

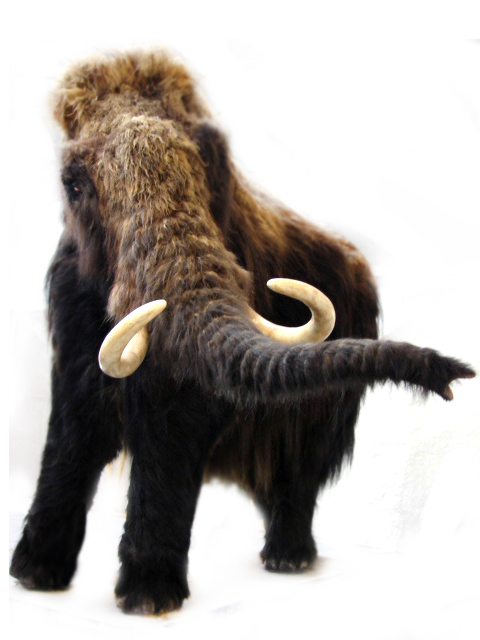
Model de mamut llanut

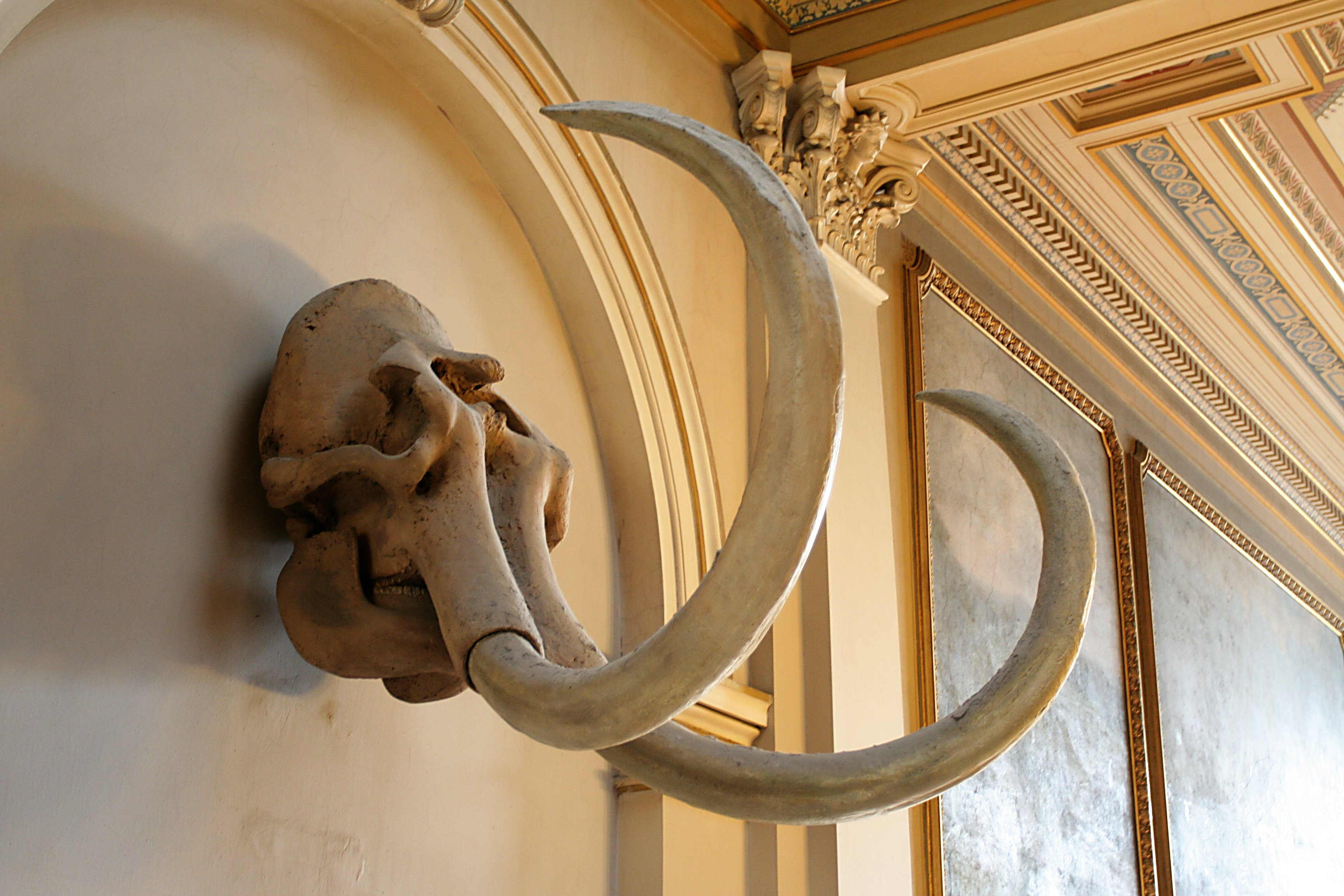
Reproducció del crani de Mammuthus primigenius en el museu nacional a Praga

## Hàbitat
El mamut llanut visqué a gran part d'Europa, el nord d'Àsia i a Nord-amèrica. L'hàbitat ideal dels mamuts era l'estepa que s'estengué a gran part d'Euràsia i Nord-amèrica a causa del fet que les glaceres que van arribar a cobrir més de la meitat de Nord-amèrica, el nord d'Europa i part de Sibèria.

## Aparició i extinció
Els mamuts llanuts aparegueren fa 150.000 anys i van substituir els mamuts de les estepes (Mammuthus trogontherii), dels quals eren descendents.
Segons les investigacions del Museo de las ciencias naturales la seva extinció fou causada per la pèrdua de l'hàbitat a causa dels canvis climàtics, ja que fa 42.000 anys el seu hàbitat era de 7.700 km² i fa 60.000 anys de 800.000 km², i també a la caça de l'ésser humà, ja que tan sols que cada humà cacés un mamut cada 3 anys ja s'extingien.
El mamut llanut s'extingí fa uns 12.000 anys de Nord-amèrica i Europa i fa 10.000 anys a Sibèria. Encara que va sobreviure a l'illa de Saint Paul (Alaska) fins al 6000 aC i a l'illa de Wrangel a l'àrtic fins al 1700 aC.